# Concepción Pápalo
Concepción Pápalo är en kommun i Mexiko.   Den ligger i delstaten Oaxaca, i den sydöstra delen av landet, 300 km sydost om huvudstaden Mexico City. Antalet invånare är 3 071. Arean är 94 kvadratkilometer.
Terrängen i Concepción Pápalo är bergig söderut, men norrut är den kuperad.
Följande samhällen finns i Concepción Pápalo:
- Coápam de Guerrero
- San Francisco Pueblo Nuevo
- Tecomaltianguisco
- Aserradero Pápalo